# Grémil à rameaux étalés
Glandora prostrata
Espèce
Statut de conservation UICN

LC : Préoccupation mineure
Classification phylogénétique

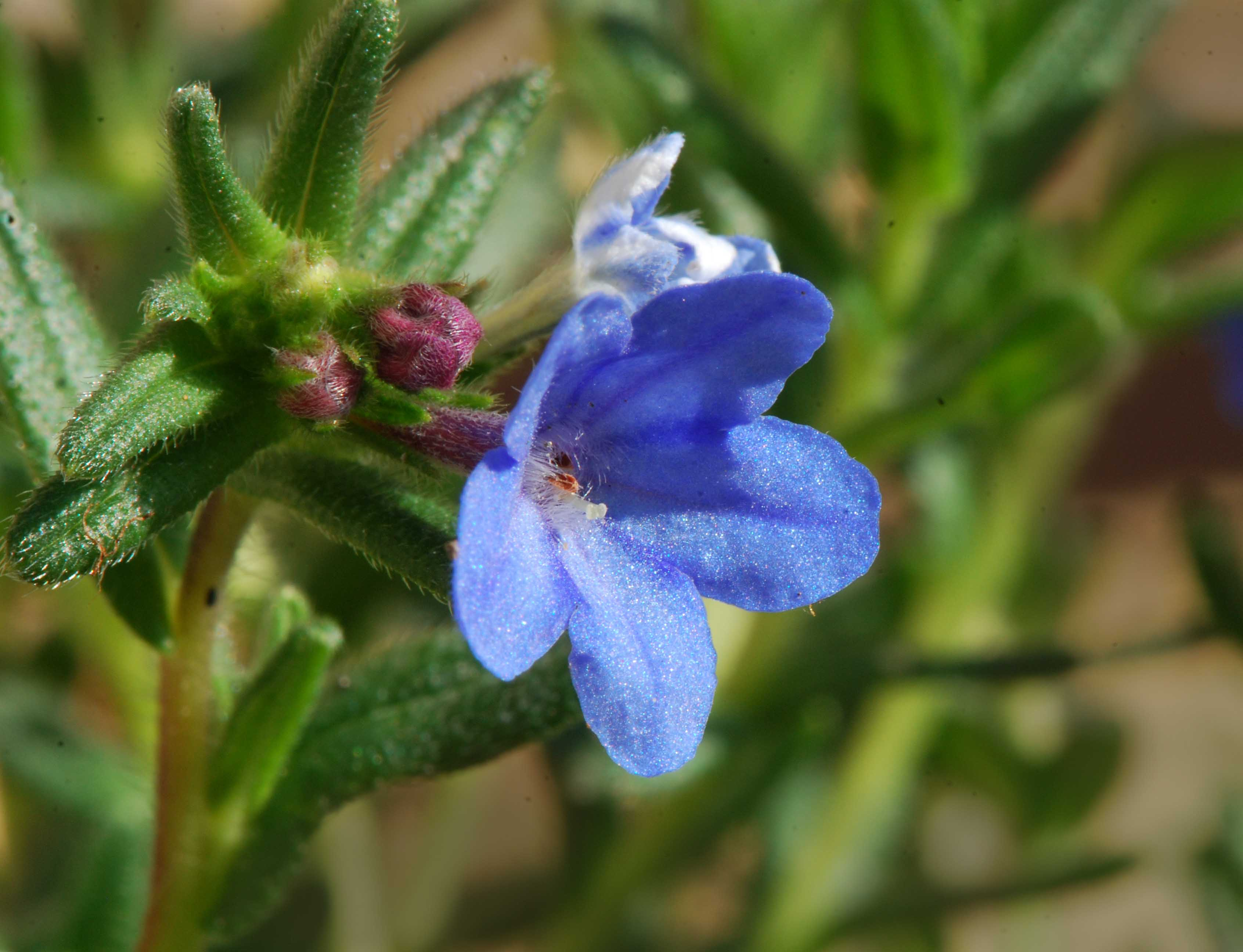
Glandora prostrata

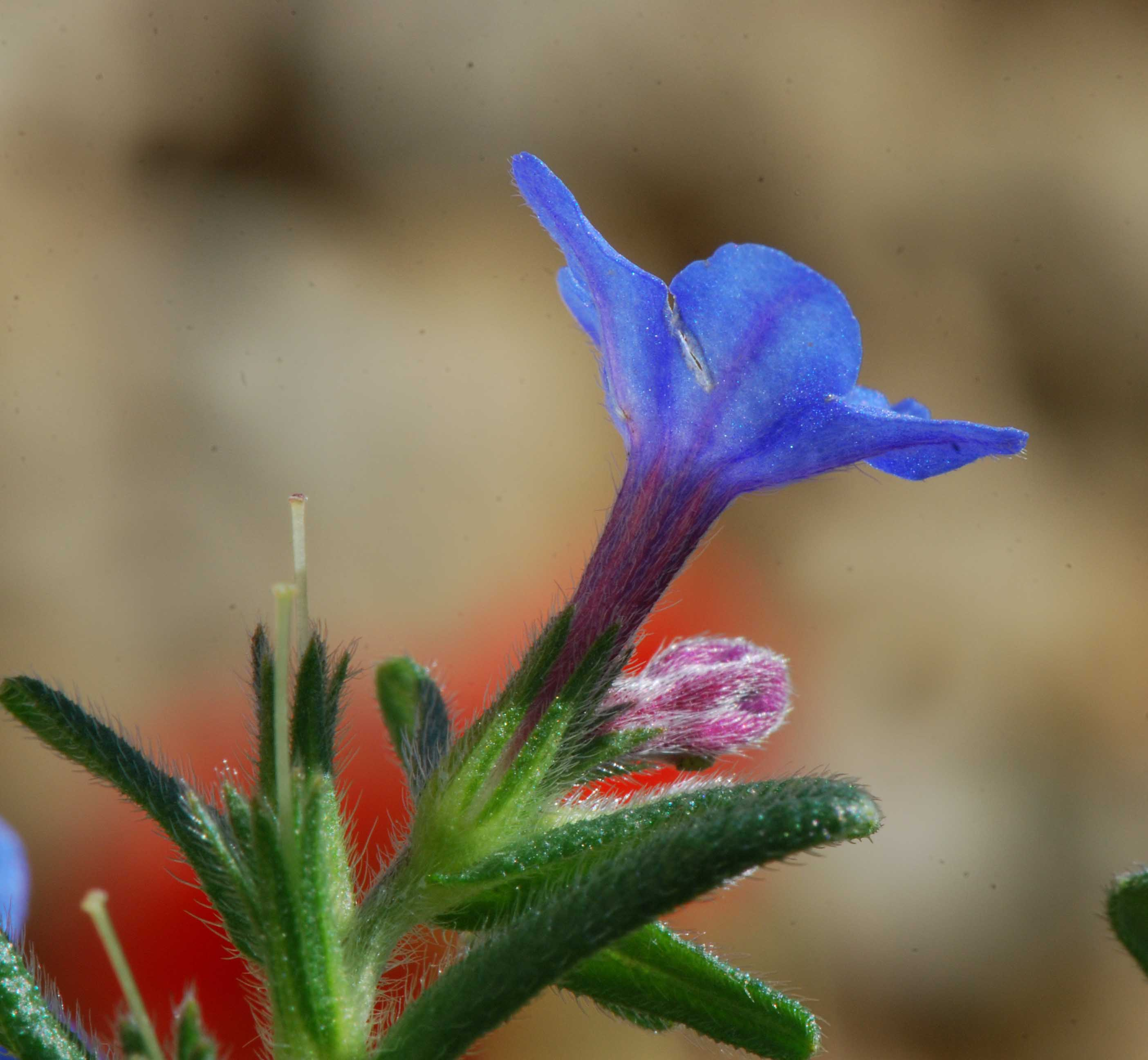
Glandora prostrata

Le Grémil à rameaux étalés ou Grémil couché (Glandora prostrata) est une plante de la famille des Boraginaceae.
Autre nom vernaculaire : crozonnaise

## Synonyme
- Lithodora prostata (Loisel.) Griseb. (1844)

## Description
Glandora prostrata est un sous-arbrisseau de 30-50 cm de haut, velu-hérissé, à tiges grêles, sous-ligneuses, couchées ou ascendantes.
Les feuilles alternes, sessiles sont lancéolées-linéaires, au bord roulé, hérissés de poils rudes, de 5 × 15-20 mm et avec une nervure centrale enfoncée.
Les fleurs bleues à pourpres, subsessiles, sont formées d'un calice à lobes linéaires, de 5-10 mm de long, hérissés de poils, d'une corolle de 10-15 mm de diamètre, 2-3 fois plus longue que le calice, à symétrie radiale (actinomorphe), comportant un long tube très velu à la gorge et terminé par 5 lobes étalés bleus. Les étamines incluses sont insérées vers le milieu du tube.
La floraison se déroule d'avril à juillet.
Le fruit est un akène.

## Distribution et écologie
Cette Glandora pousse en Bretagne, Charente maritime, dans les Landes et les Pyrénées atlantiques. On l'observe aussi en Espagne, Portugal et au Maroc.
Elle croît dans les landes et parmi les bruyères des terrains siliceux.
Le Grémil couché est aussi une plante ornementale cultivée.

## Protection
Cette espèce est strictement protégée sur l'ensemble du territoire France métropolitaine (annexe 1).